# Has sabido sufrir
Has sabido sufrir es el nombre del cuarto disco del músico chileno Carlos Cabezas. Fue grabado en una presentación en vivo en el bar Liguria en mayo de 2010 y contiene interpretaciones de boleros del propio autor y del repertorio clásico latinoamericano.
Fue lanzado al mercado el 23 de marzo de 2011 por el sello Oveja Negra. El director de cine Sergio Castro realizó un documental sobre la grabación del disco titulado Carlos Cabezas en sesión.

## Lista de canciones
| N.º | Título                                            | Duración |  |
| 1.  | «Amor del cielo»                                  | 4:32     |  |
| 2.  | «Esa mujer» (banda sonora de la película Grado 3) | 3:37     |  |
| 3.  | «Réntame un cuartito»                             | 4:02     |  |
| 4.  | «Adiós amor»                                      | 4:41     |  |
| 5.  | «El resplandor»                                   | 4:13     |  |
| 6.  | «Tú no sospechas» (original de Marta Valdés)      | 2:14     |  |
| 7.  | «Por última vez»                                  | 5:51     |  |
| 8.  | «Nuestro juramento» (original de Benito de Jesús) | 4:33     |  |
| 9.  | «Amor gitano» (original de Héctor Flores Osuna)   | 3:13     |  |
| 10. | «Has sabido sufrir»                               | 6:20     |  |

## Personal
En el álbum participaron nueve músicos, además de Cabezas, quien aporta la voz y la guitarra.
- Daniela Rivera: violín.
- Juan Ángel: chelo.
- Danilo Donoso: percusión.
- Manú Torres: percusión.
- Daniel Espinoza: trompeta.
- Ricardo Álvarez: saxo barítono.
- Juan Contreras: trombón.
- Camilo Salinas: piano y órgano.
- Fernando Julio: contrabajo.